# تعطیلات عمومی در ژاپن

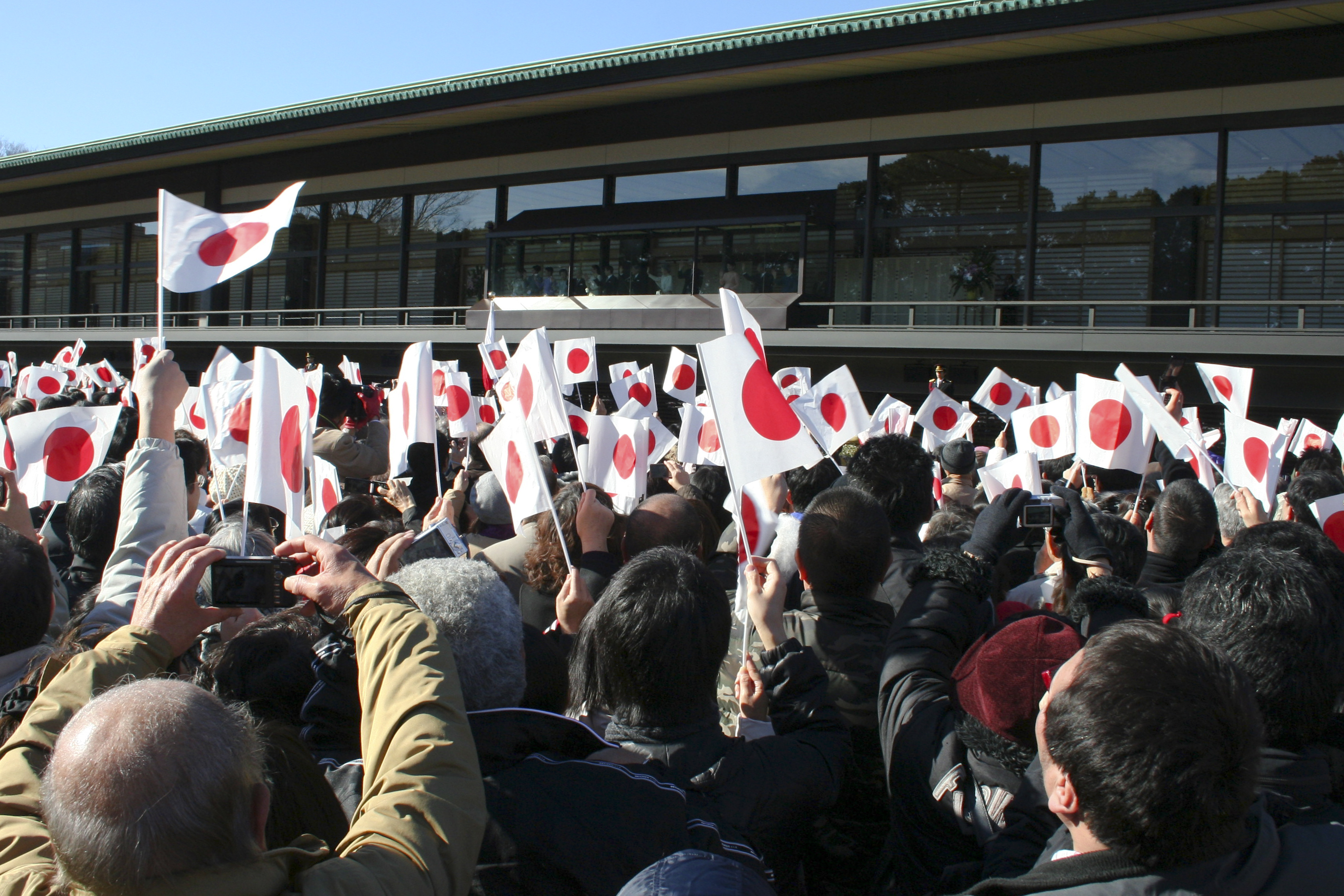
یکشنبه ۱ ژانویه: روز سال نو
دوشنبه ۹ ژانویه: جشن ۲۰ سالگی
شنبه ۱۱ فوریه: روز بنیاد ملی
دوشنبه ۲۰ مارچ: روز اعتدال بهاری
شنبه ۲۹ آپریل: روز شُوا (Showa)
چهارشنبه ۳ می: روز یادبود قانون اساسی
پنج شنبه ۴ می: روز سبز
جمعه ۵ می: روز کودکان
دوشنبه ۱۷ جولای: روز دریانوردی
جمعه ۱۱ آگوست: روز کوهستان

تعطیلات عمومی در ژاپن (به ژاپنی: 国民の祝日 kokumin no shukujitsu) تعطیلاتی هستند که بر اساس قانون تعطیل عمومی
(به ژاپنی: 国民の祝日に関する法律 Kokumin no Shukujitsu ni Kansuru Hōritsu) در سال ۱۹۴۸ در کشور ژاپن وضع شده‌اند. مقررات قانونی حاکی از آن است که وقتی در یک سال یک روز ملی به روز یکشنبه بیفتد روز کاری بعدی باید به تعطیلات عمومی تبدیل شود، (این قانون به نام
«فوریکائه کیوجیتسو» (振 替 休 日، به معنای واقعی کلمه «انتقال تعطیلات»). علاوه بر این، هر روزی که بین دو تعطیلی ملی دیگر بیفتد باید تبدیل به تعطیلات شود. (این قانون به عنوان «کوکومین نو کیوجیتسو» 国民 の 休 日 شناخته می‌شود، به معنای واقعی «تعطیلات شهروندان»).

## مناسبت تعطیلات
- سال نوی ژاپنی، شوگاتسو (۱ تا ۳ ژانویه) تنها تعطیل رسمی همان روز اول ژانویه است، اما برخی شرکت‌ها ۷–۱۰ روز تعطیلی می‌کنند. اصطلاح ژاپنی «یوئی اُتوشی اُ» به معنای سال خوبی داشته باشید، تبریکی است که چند روز قبل از ژانویه رد و بدل می‌شود.
- جشن ۲۰ سالگی (دومین دوشنبه ماه ژانویه) معمولاً در شهرها اجتماعاتی در تالار بزرگ شهر با حضور افراد تازه بالغ برگزار می‌شود. شامل کسانی می‌شود که در سال قبل ۲۰ ساله شده‌اند یا اینکه تا اول آوریل سال جاری ۲۰ ساله می‌شوند.
- روز بنیانگذاری کشور (۱۱ فوریه) بنابر نقش تاریخ یازدهم فوریه سال ۶۶۰ پیش از میلاد روز تاجگذاری اولین امپراتور ژاپن بوده‌است.
- روز اعتدال بهاری (اول فروردین) این روز برای زیارت اهل قبور است.
- روز فضای سبز (۴ ماه مه) در ابتدا در زمان تولد امپراتور هیروهیتو در سال ۲۹ آوریل هر سال در طی دوره شووا جشن گرفته می‌شد. از سال ۱۹۸۹ در پی به امپراتوری رسیدن آکی هیتو و مرگ امپراتور قبلی نام این تعطیلی از «تولد امپراتور» به روز فضای سبز به‌طور رسمی تغییر داده شد. همان‌طور که از نام آن بر می‌آید، این روز در ارتباط با طبیعت و برای سپاسگزاری از برکت طبیعت است. در سال ۲۰۰۷ روز فضای سبز به روز چهارم ماه مه انتقال داده شد.
- سالروز تدوین قانون اساسی (۳ مه) روز تصویب قانون اساسی بعد از جنگ جهانی دوم
- روز کودکان (ژاپن) (۵ مه) این روز به نام فستیوال پسر بچه‌ها نیز معروف است.
- روز دریا (در دوشنبه سومین هفته در ماه اوت)
- روز احترام به سالمندان (۱۵ سپتامبر) در این تعطیلی آیین احترام به سالخوردگان و آرزوی طول عمر برای آنها برگزار می‌شود.
- روز اعتدال پائیزی (۲۳ یا ۲۴ سپتامبر) این روز فرصت دیگری در سال برای زیارت قبور گذشتگان است.
- روز ورزش (دومین دوشنبه ماه اکتبر) در سال ۱۹۶۴ میلادی در چنین روزی بازی‌های المپیک توکیو آغاز شده‌است.
- روز فرهنگ (۳ نوامبر)
- روز تقدیر از زحمتکشان (۲۳ نوامبر) برای ابراز احترام و تکریم نسبت به کارگران
- روز تولد امپراتور (۲۳ دسامبر) امپراتور آکی هیتو در چنین روزی متولد شده‌است.